# Гевондян Саркіс Арутюнович
Саркіс Арутюнович Гевондян (1904, місто Тифліс, тепер Тбілісі, Грузія — 7 грудня 1975, місто Єреван, тепер Вірменія) — вірменський радянський діяч, секретар ЦК КП(б) Вірменії, міністр тваринництва Вірменської РСР. Депутат Верховної ради Вірменської РСР 1—4-го скликань. Кандидат зооветеринарних наук (1933), доцент (1965), доктор ветеринарних наук, професор (1972).

## Життєпис
Народився в родині робітника. З березня 1917 по травень 1918 року — чорнороб парфумерної майстерні у місті Тифлісі. З травня 1918 по березень 1921 року — підручний шевця приватної взуттєвої майстерні у Тифлісі.
У березні 1921 — лютому 1922 року — червоноармієць санітарно-гарнізонної амбулаторії в Тифлісі. У лютому 1922 — липні 1924 року — червоноармієць, підручний слюсаря військової автомайстерні РСЧА в Тифлісі. У 1922 році вступив до комсомолу.
У липні 1924 — липні 1928 року — кур'єр відділу карного розшуку Адміністративного управління НКВС Грузинської РСР у Тифлісі.
У серпні 1928 — листопаді 1931 року — студент Московського зооветеринарного інституту (ветеринарної академії).
Член ВКП(б) з квітня 1929 року.
У листопаді 1931 — лютому 1933 року — аспірант Московського зооветеринарного інституту.
У лютому 1933 — лютому 1934 року — відповідальний виконавець та секретар первинної партійної організації Головного ветеринарного управління Народного комісаріату землеробства СРСР у Москві.
У лютому 1934 — жовтні 1936 року — старший викладач, заступник директора з навчальної і наукової частини Еріванського зооветеринарного інституту.
У жовтні 1936 — жовтні 1937 року — інструктор сільськогосподарського відділу ЦК КП(б) Вірменії.
У жовтні — листопаді 1937 року — директор ветеринарного науково-дослідного інституту в Єревані.
У листопаді 1937 — червні 1938 року — завідувач сільськогосподарського відділу ЦК КП(б) Вірменії.
6 червня — 23 грудня 1938 року — 3-й секретар ЦК КП(б) Вірменії.
23 грудня 1938 — 11 березня 1940 року — секретар ЦК КП(б) Вірменії з пропаганди та агітації.
У лютому 1940 — травні 1943 року — 2-й секретар Єреванського міського комітету КП(б) Вірменії.
У травні — серпні 1943 року — секретар ЦК КП(б) Вірменії з тваринництва.
У серпні 1943 — квітні 1946 року — заступник секретаря ЦК КП(б) Вірменії з тваринництва.
У квітні 1946 — березні 1947 року — міністр тваринництва Вірменської РСР.
У березні 1947 — травні 1959 року — секретар Президії Верховної ради Вірменської РСР.
У травні 1959 — жовтні 1964 року — директор Єреванського науково-дослідного інституту тваринництва та ветеринарії Міністерства сільського господарства Вірменської РСР.
У жовтні 1964 — 7 грудня 1975 року — завідувач кафедри паразитології і ветсанекспертизи Єреванського зооветеринарного інституту.
Помер 7 грудня 1975 року після важкої хвороби в Єревані.

## Нагороди
- орден Леніна
- орден Вітчизняної війни І ст.
- орден Трудового Червоного Прапора (23.11.1940)
- медалі
- Почесна грамота Верховної ради Вірменської РСР